# Фигалли, Алессио
Алессио Фигалли (итал. Alessio Figalli, 2 апреля 1984, Рим Италия) — итальянский и швейцарский математик. Специалист по вариационному исчислению и дифференциальным уравнениям в частных производных. Награжден премией Филдса 2018 года «за вклад в теорию оптимального переноса масс и ее приложения в области дифференциальных уравнений в частных производных, метрической геометрии и теории вероятностей».

## Награды и признание
- 2008: premio "Giuseppe Borgia" Национальной академии деи Линчеи
- 2008: премия Карло Миранда
- 2012: французская математическая премия Cours Peccot
- 2012: Премия Европейского математического общества[12]
- 2014: докладчик на Международном конгрессе математиков в Сеулe.
- 2015: Медаль Стампасхия
- 2017: Премия Фельтринелли
- 2018: Филдсовская премия

## Творчество
- Mit Maggi, Pratelli: "A mass transportation approach to quantitative isoperimetric inequalities." Invent. Math. 182 (2010), no. 1, 167-211.
- Mit Carrillo, DiFrancesco, Laurent, Slepčev: "Global-in-time weak measure solutions and finite-time aggregation for nonlocal interaction equations." Duke Math. J. 156 (2011), no. 2, 229-271.
- Mit Rifford, Villani: "Nearly round spheres look convex." Amer. J. Math. 134 (2012), no. 1, 109-139.
- Mit Guido de Philippis: "W2,1 regularity for solutions of the Monge-Ampère equation." Invent. Math. 192 (2013), no. 1, 55-69.
- Mit Guido de Philippis: "The Monge-Ampère equation and its link to optimal transportation." Bull. AMS, Band 51, 2014, S. 527—580, Online.